# بلال طریقت
بلال طریقت (انگلیسی: Bilal Tarikat؛ زادهٔ ۱۲ ژوئن ۱۹۹۱) بازیکن فوتبال اهل الجزایر است.
از باشگاه‌هایی که در آن بازی کرده‌است می‌توان به باشگاه فوتبال شباب بلوزداد اشاره کرد.
وی همچنین در تیم ملی فوتبال الجزایر بازی کرده‌است.